# Waldameisen
Die Waldameisen (Formica) sind eine Gattung der Ameisen (Formicidae) aus der Unterfamilie der Schuppenameisen (Formicinae).
Weltweit gibt es 297 beschriebene Arten, von denen über 150 Arten ausschließlich in der Paläarktis vorkommen. In Deutschland sind 23 Arten vertreten, die sich in vier Untergattungen aufteilen.
Man unterscheidet die Echten Waldameisen (Formica sensu stricto), die Kerbameisen (Coptoformica), die weniger auffälligen Sklavenameisen (Serviformica) und eine kleine Gruppe von fakultativen Sklavenjägern, die Raubameisen (Raptiformica). Selbstständige Koloniegründung ist nur bei den Sklavenameisen (Serviformica) möglich, während die Jungköniginnen der anderen drei Gruppen ihre initialen Kolonien sozialparasitär bei Serviformica gründen. Danach erfolgt die Ausbreitung über Zweignestbildung.
Waldameisen gelten als wichtiger Teil des Ökosystems im Wald, da sie einerseits viele Forstschädlinge (wie den Borkenkäfer) fressen, andererseits als Nahrungsgrundlage für Tiere wie den Grünspecht dienen. Sie spielen auch bei der Verbreitung von Samen und der Belüftung des Bodens eine Rolle. Sie gelten aufgrund ihrer Bedeutung für die Nährstoffkreisläufe als Schlüsselspezies in borealen Nadelwäldern und Bergwäldern in Europa und Asien.

## Merkmale

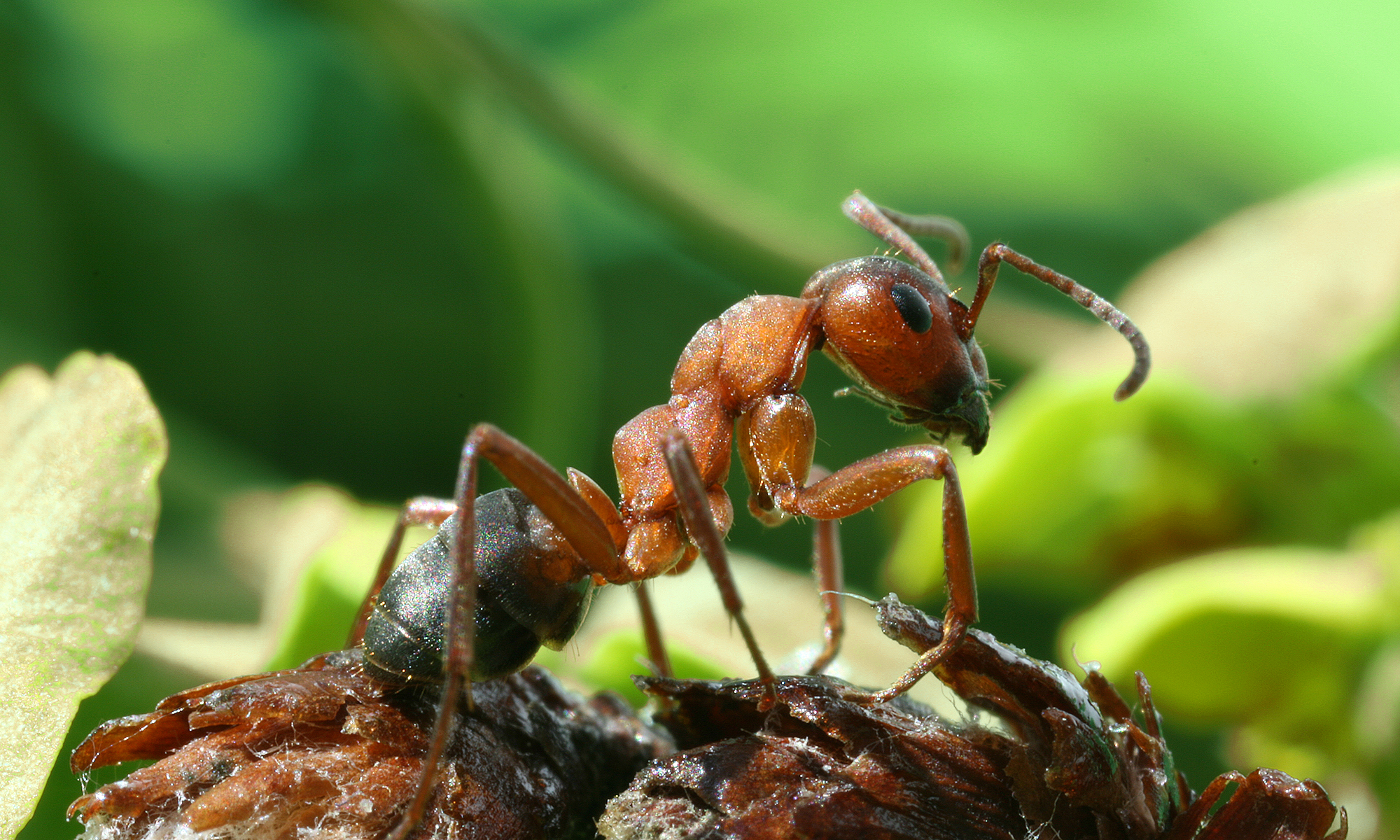
Eine Rote Waldameise (Formica rufa)

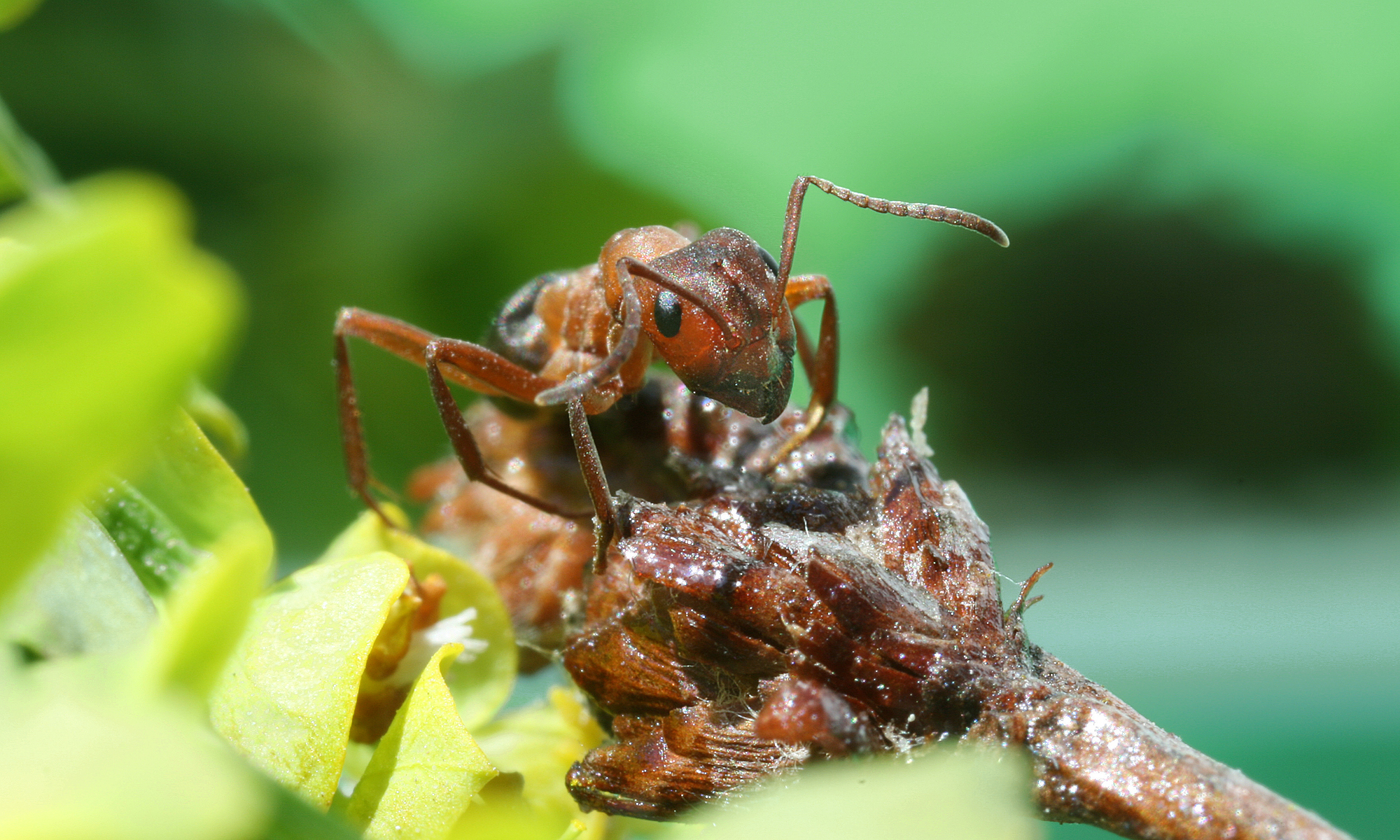
Eine Rote Waldameise auf Nahrungssuche

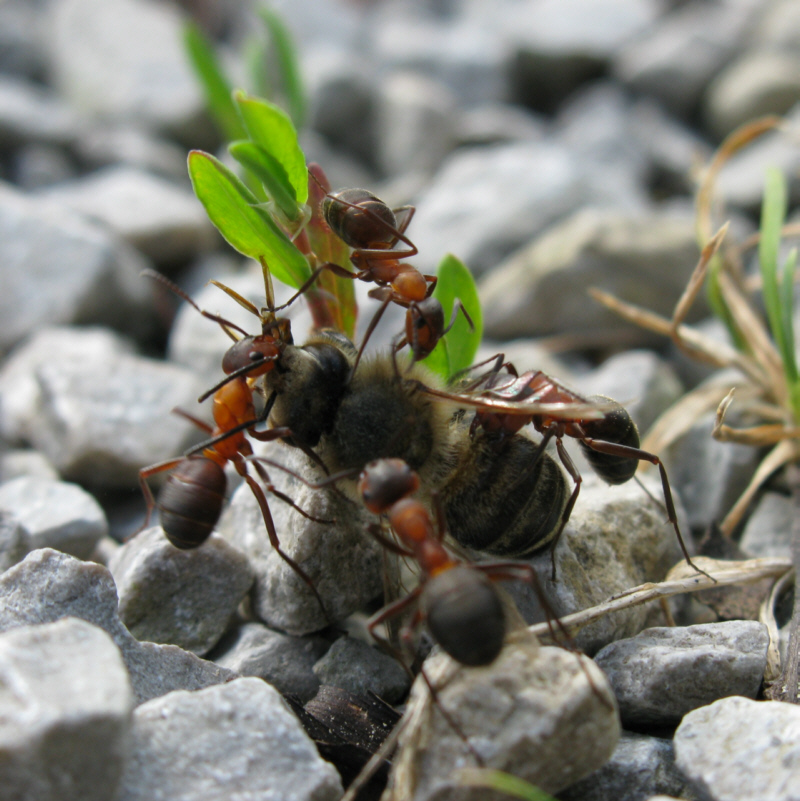
Rote Waldameisen beim Abtransport von Beute

Die Vertreter der Waldameisen gehören zu den eher auffälligen Ameisen in Mitteleuropa. Die Arbeiterinnen können Körperlängen von über einem Zentimeter erreichen und sind deutlich zweifarbig. Die Hinterseite des Kopfes, Teile des Mesosoma und die Gaster sind schwarz bis dunkelbraun gefärbt, der Rest des Körpers ist rötlich. Viele Vertreter aus der Untergattung Serviformica, zum Beispiel die Grauschwarze Sklavenameise (Formica fusca), sind jedoch durchgängig schwarz. Bei allen Arten liegt das Metanotum sehr tief, so dass, von der Seite gesehen, oben zwischen Mesonotum und Epinotum eine deutliche Einkerbung sichtbar ist.
Die Mandibeln sind kräftig gebaut und am Kaurand mit acht Zähnen besetzt, selten auch mit mehr als acht. Der dritte Zahn, von der Mandibelspitze aus gesehen, ist erheblich kleiner und kürzer als der Vierte; der vierte Zahn ist auch größer als die restlichen weiter innen gelegenen Zähne. Die Antennen bestehen aus 12 Segmenten und entspringen knapp neben dem Oberrand der Stirnplatte (Clypeus). Anders als bei den Wegameisen (Lasius) besitzen auch die Arbeiterinnen voll entwickelte Punktaugen (Ocelli), die in einem Dreieck auf der Stirn angeordnet sind. Die Wegameisen sind außerdem viel kleiner und die Geißeln ihrer Fühler sind viel kürzer.
Die Facettenaugen sind für Ameisen sehr gut entwickelt, vor allem bei den Männchen. Die Blutrote Raubameise (Formica sanguinea) hat die am besten entwickelten Facettenaugen mit der höchsten Anzahl an Sehzellen (Ommatidien). Die Geschlechtstiere sind geflügelt, die Jungkönigin streift nach dem Hochzeitsflug ihre Flügel ab, wobei die Bruchstellen gut sichtbar bleiben.

## Lebensweise
Die Waldameisen überwintern ohne Brut und ohne Geschlechtstiere, da die Königin bereits im Spätsommer die Eierproduktion einstellt und sich alle Entwicklungsstadien bis zum Winter zu Arbeiterinnen entwickelt haben.

### Koloniebildung
Ausgeprägte Polygynie ist häufig, wie auch die Bildung von Staatengemeinschaften, die mehrere Nester umfassen.
Die polygyne japanische Formica yessensis bildet sehr große polydome Nestgemeinschaften. Ein Bericht beschreibt 45.000 miteinander verbundene Nester auf einer Fläche von 2,6 Quadratkilometern. Diese Superkolonie besteht aus 306 Millionen Arbeiterinnen und 1.080.000 Königinnen.
Das dichteste europäische Ameisenvorkommen bildet die Schwachbeborstete Gebirgswaldameise (F. aquilonia). Das Vorkommen liegt in Tschechien im Blansker Wald und besteht aus 3.200 Nestern auf drei Quadratkilometern. Hierbei handelt es sich wahrscheinlich um eine einzige Superkolonie.

### Nestbau

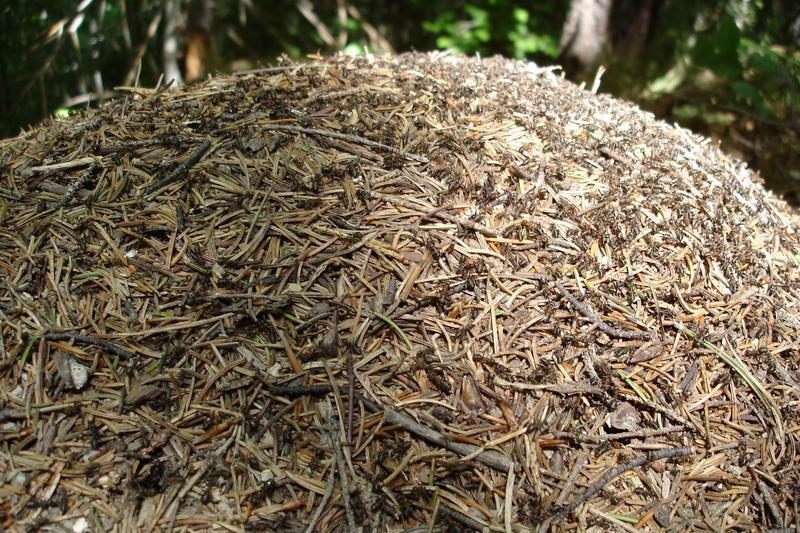
Ameisenhügel der Gattung Formica

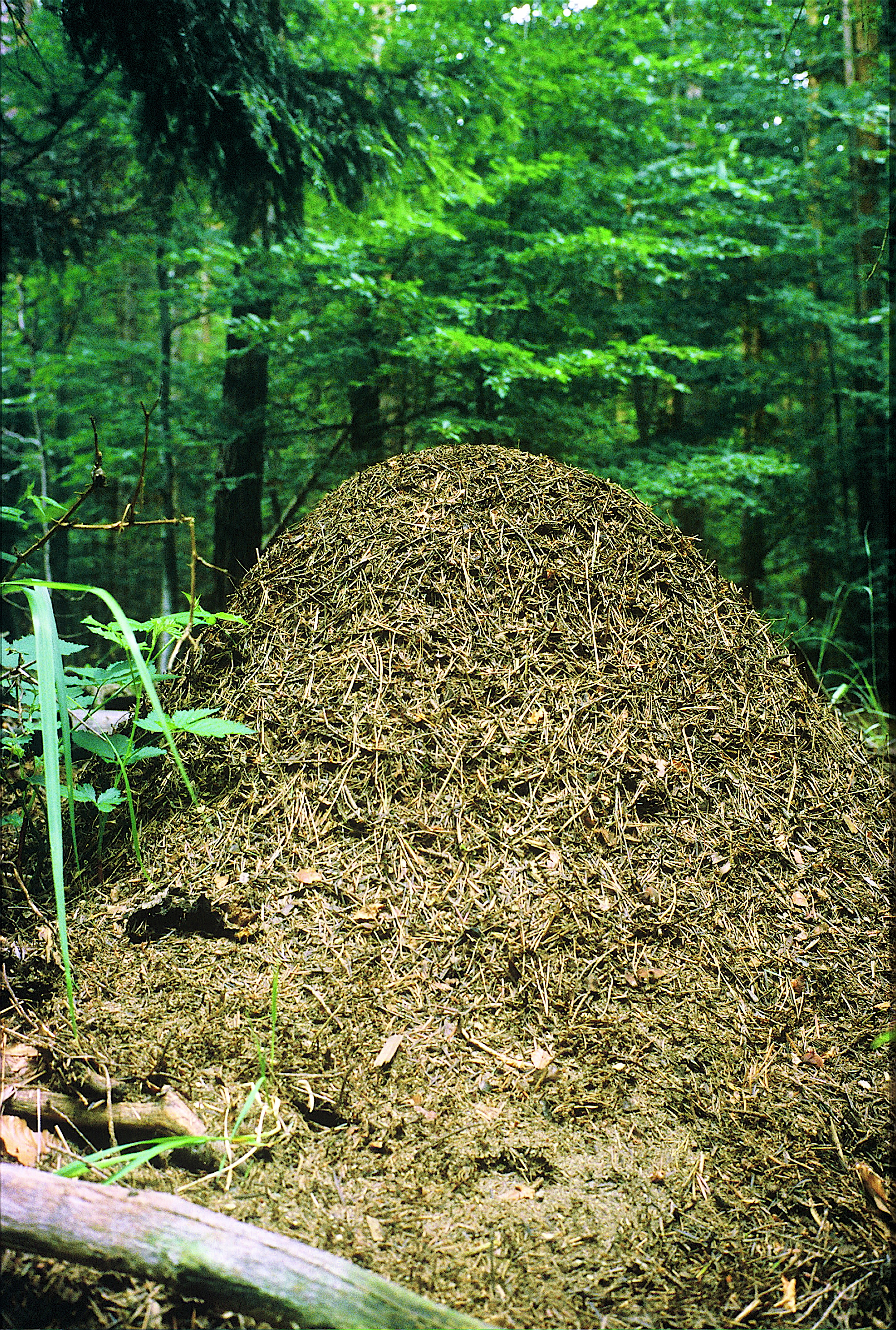
Nesthügel der Gattung Formica

Die Vertreter aus der Untergattung Serviformica bauen gewöhnliche Erdnester mit kleinen Kuppeln.
Besonders auffällige Nester errichten die hügelbauenden Waldameisen, welche die in Europa heimischen Arten aus den Untergattungen Formica, Coptoformica und Raptiformica umfassen. Diese Ameisenhügel können bei Formica rufa und Formica polyctena eine Ausdehnung von mehreren Metern erreichen und sind an Waldrändern oder Lichtungen zu finden. An besonnten Plätzen werden die Streukuppeln eher flach angelegt. Je schattiger der Standplatz der Kuppeln, desto höher wird der Hügel. Da eine höhere Temperatur die Entwicklung der Ameisenbrut beschleunigt, wird durch den Staat oft eine höhere Temperatur als in der Umgebung vorhanden angestrebt. Junge Ameisenhügel der Formica-rufa-Artengruppe sind oft an sonnigen Standorten und werden trocken gehalten, damit sie sich optimal durch die Sonne aufwärmen. Die Standorte von älteren Nestern sind häufig an schattigeren Standorten, da der Wald seit der Nestgründung gewachsen ist. Hier wird die Wärme durch Mikroorganismen im feucht gehaltenen Nest erzeugt, die das Nestmaterial abbauen, aber etwa zu einem Viertel auch durch den Stoffwechsel der Ameisen selbst. Die Ameisenhügel sind in Nord-Süd-Richtung orientiert und die Neigung des Hügels hängt vom Sonnenstand ab, so dass sie mittags nicht überhitzen und morgens und abends so viel Hitze akkumulieren wie möglich. Die Ameisen sonnen sich im Frühjahr und gehen wieder ins Nest, wenn sie aufgewärmt sind. Sie verwenden Lüftungssysteme und öffnen und schließen Nesteingänge um den Luftstrom ihren Bedürfnissen anzupassen. Sie nutzen die Tatsache, dass Temperatur und Feuchtigkeit an unterschiedlichen Stellen des Nestes unterschiedlich sind, indem sie die Brut immer zu der Stelle tragen, wo die Bedingungen für sie optimal sind. Sie ändern auch die Anordnung des Nestmaterials, um eine optimale Temperatur zu erreichen. Die Temperaturpräferenzen der Ameisen hängen von der Art und ihrer Funktion im Ameisenstaat ab. Königinnen und mit der Brutpflege beschäftigte Ameisen bevorzugen die zur Entwicklung der Brut optimalen höheren Temperaturen, während Arbeiterinnen, die zur Nahrungsbeschaffung das Nest verlassen, etwas niedrigere Temperaturen bevorzugen. Nester, die gerade in der Phase sind, in der Geschlechtstiere entstehen, werden wärmer gehalten als in anderen Phasen des Lebenszyklus. Die Aufheizung des Nests beginnt sehr früh im Frühjahr, wenn das Nest oft noch mit Eis und Schnee bedeckt ist.

### Ernährung
Die Waldameisen sind Allesfresser und ernähren sich überwiegend von den Ausscheidungen der Baumläuse, dem sogenannten Honigtau. Damit wird der Großteil ihres Energiebedarfs abgedeckt. Daneben jagen sie als Prädatoren andere Insekten am Boden und auf Bäumen in der näheren Nestumgebung. Diese proteinreiche Kost dient der Aufzucht der Brut.
Die Nahrung eines durchschnittlichen einheimischen Waldameisennests mit ungefähr einer Million Individuen umfasst pro Jahr:
- 62 % Honigtau (ungefähr 200 Liter)
- 33 % Insekten (ungefähr 10 Millionen Insekten / 28 kg)
- 4,5 % Baumsäfte
- 0,5 % Aas, Pilze, Elaiosomen

## Historische Nutzung
In Teilen Österreichs, Bayerns und Böhmens wurden jahrhundertelang die Puppen der Waldameisen gesammelt, getrocknet und auf Märkten als Vogelfutter verkauft. Verantwortlich dafür waren Ameisler, die vor allem in Niederösterreich bis etwa Mitte des 19. Jahrhunderts ein eigenes Gewerbe bildeten. Außerdem wurden die Tiere in der Volksmedizin zu Arznei verarbeitet, die etwa gegen Rheuma helfen sollte.

## Gefährdung

### Ursachen
Der Bestand an Waldameisen ist in den heimischen Wäldern stark zurückgegangen.
Meist begründet sich dies durch Eingriffe in den Lebensraum:
- Verkehrswegebau und Siedlungsbau
- Intensive Forstwirtschaft
- Naturkatastrophen / Sturmschäden
- Ausbringung von Pestiziden und Insektiziden

Auch kleinere Störungen am Nest durch Niederwild, Haustiere und Mensch können sich negativ auswirken.
Eingriffe an der Nestkuppel stören den Temperaturhaushalt des Nestes und können die Brut vernichten und zum Absterben des Volkes führen.

### Schutzmaßnahmen
Selbst gut gemeinte Schutzmaßnahmen stellen einen Eingriff in die natürliche Umwelt der Ameisen dar und wirken sich oft negativ aus. Gezielte Zweignestbildung beispielsweise hat sich nicht bewährt und schwächt eher die Bestände. Auch mechanische Schutzmaßnahmen wie Maschendrahthauben bringen nur zweifelhaften Erfolg und stellen einen sehr unnatürlichen Eingriff in die Umgebung dar.
Zweckmäßige Schutzmaßnahmen umfassen:
- Einflussnahme auf die Forstwirtschaft
- Durchsetzung von Natur- und Artenschutzbestimmungen sowie politische Einflussnahme
- Aufklärungsarbeit in der Bevölkerung
- Umfassende Bestandsaufnahme mit korrekter Artbestimmung als Datenbasis für die Feststellung guter und schlechter Entwicklungen und deren Ursachen
- Planung und Durchführung von Not- und Rettungsumsiedlungen
- Schutzzäune und Reisigabdeckungen (nur in Ausnahmefällen)

### Schutzbestimmungen
Alle Ameisen genießen als wild lebende Tierarten einen so genannten Mindestschutz. Dieser allgemeine Schutz ergibt sich aus § 39 des Bundesnaturschutzgesetzes.
Die hügelbauenden Waldameisen gehören in Deutschland nach der Neufassung der Bundesartenschutzverordnung vom 16. Februar 2005 wieder zu den besonders geschützten Tierarten. Demnach dürfen sie nach § 44 des Bundesnaturschutzgesetzes nicht der Natur entnommen oder gar getötet werden. Jeder Eingriff in die Neststruktur ist strengstens untersagt. Es besteht ein Besitz- und Handelsverbot.
Viele Waldameisen gelten als gefährdet und sind in der Roten Liste gefährdeter Arten geführt.

## Systematik
Folgende Arten sind in Mitteleuropa vertreten:
- Untergattung Echte Waldameisen (Formica s.str.)
  - Große Wiesenameise (Formica pratensis) Retzius, 1783
  - Kahlrückige Waldameise (Formica polyctena) Förster, 1850
  - Rote Waldameise (Formica rufa) Linnaeus, 1761
  - Starkbeborstete Gebirgswaldameise (Formica lugubris) Zetterstedt, 1838
  - Schwachbeborstete Gebirgswaldameise (Formica aquilonia) Yarrow, 1955
  - Schweizer Gebirgswaldameise (Formica paralugubris) Seifert, 1996 (nur in Österreich, Schweiz, Italien nachgewiesen)
  - Strunkameise (Formica truncorum) Fabricius, 1804
  - Uralameise (Formica uralensis) Ruzsky, 1895
- Untergattung Kerbameisen (Coptoformica)
  - Furchenlippige Kerbameise (Formica pressilabris) Nylander, 1846
  - Große Kerbameise (Formica exsecta) Nylander, 1846
  - Moor-Kerbameise (Formica forsslundi) Lohmander, 1949
  - Formica foreli Bondroit, 1918
  - Formica bruni Kutter, 1967
- Untergattung Raubameisen (Raptiformica)
  - Blutrote Raubameise (Formica sanguinea) Latreille, 1798
- Untergattung Sklavenameisen (Serviformica)
  - Aschgraue Sklavenameise (Formica cinerea) Mayr, 1853
  - Grauschwarze Sklavenameise (Formica fusca) Linnaeus, 1758
  - Pelzige Sklavenameise (Formica selysi) Bondroit, 1918
  - Rotbärtige Sklavenameise (Formica rufibarbis) Fabricius, 1793
  - Rotrückige Sklavenameise (Formica cunicularia) Latreille, 1798
  - Formica clara Forel, 1886
  - Formica fuscocinerea Forel, 1874
  - Formica gagates Latreille, 1798
  - Formica lemani Bondroit, 1917
  - Formica picea Nylander, 1846

### Synonyme
Folgende Namen sind Synonyme für die Gattung Formica:
- Adformica Lomnicki, 1925
- Hypochira Buckley, 1866
- Neoformica Wheeler, 1913